# 松岡寿

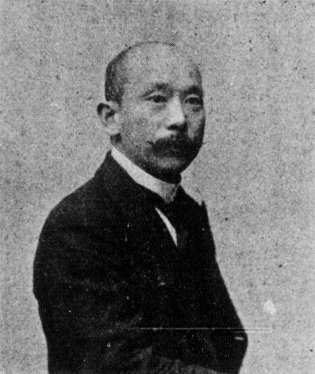
松岡寿

松岡 壽 （まつおか ひさし、1862年3月5日（文久2年2月5日） - 1944年（昭和19年）4月28日）は、日本の洋画家・美術教育家。1944年、レジオンドヌール勲章日本人受章者。

## 来歴
岡山藩士・松岡隣の次男として現在の岡山市で生まれる。川上冬崖が主催する聴香読画館で洋画の基礎を学んだ後、工部美術学校でアントニオ・フォンタネージに師事する。フォンタネージが帰国後、後任教師フェレッチの指導に飽き足らず、1878年に浅井忠ら同志と共に退学、十一会を結成。これは洋画家初の団体であった。
1880年、ローマに留学してチェーザレ・マッカリに絵画を学び、1888年、帰国。1889年結成の明治美術会に参加した。藤島武二ら多くの後進を指導した。
後に東京高等工芸学校（1921年創立 / 現在の千葉大学工学部）の初代校長を務めた。まとまった作品を所蔵する機関としては、故郷に建てられた岡山県立美術館や、西川浩より油彩画、水彩画、デッサンなど75点を寄贈を受けた東京国立博物館が挙げられる。墓所は文京区吉祥寺。

## 栄典
- 1915年（大正4年）4月30日 - 従四位[3]

## 作品
- 「ベルサリエーレの歩哨」 三の丸尚蔵館 1886年、重要文化財（令和7年度指定予定[4]）
- 「ピエトロ・ミカの服装の男」 岡山県立美術館 1881年
- 大阪市中央公会堂特別室の天井画・壁画 1917年。日本神話における天地開闢が描かれている。
- 「兌換制度御治定の図」 聖徳記念絵画館 1928年
- 「仁徳天皇」 油彩・キャンバス 額装 150x180cm 神宮徴古館[5]
- 「日露戦争」 油彩・キャンバス 額装 150x180cm 神宮徴古館[5]
- 「皇太子殿下御外遊（洋上）」 油彩・キャンバス 額装 150x180cm 神宮徴古館[5]
- 「皇太子殿下御外遊（英国）」 油彩・キャンバス 額装 150x180cm 神宮徴古館[5]

## 参考資料
- 金子一夫『松岡寿《ピエトロ・ミカの服装の男》』 丹尾安典責任編集、青木茂・酒井忠康監修 『日本の近代美術1 油彩画の開拓者』所収、1993年 ISBN 4-272-61031-7

展覧会図録
- 『松岡壽展 明治洋画・巨匠の軌跡』 神奈川県立近代美術館 1989年8 - 9月、岡山県立美術館 9 - 10月
- 『松岡壽とその時代展』 松戸市戸定歴史館 2002年3 - 4月